# De Oversteek
De Oversteek ist der Name einer Brücke, die in der niederländischen Stadt Nijmegen die Waal überquert. Die Brücke liegt westlich der beiden älteren Waalbrücken von Nijmegen.
Der Name der Brücke De Oversteek (deutsch „Die Überquerung“) erinnert an die Überquerung der Waal durch die US Army am 20. September 1944, die in etwa am Standort der neuen Brücke stattgefunden hat. Dieses war Teil der Operation Market Garden. Neben der nördlichen Vorlandbrücke erinnert ein schlichtes Denkmal an die dabei Gefallenen.
Der Bau der Brücke wurde nötig, um die Wohngebiete, die in den letzten Jahren nördlich der Waal entstanden sind, besser an die Innenstadt und die Industriegebiete anzubinden. Dadurch soll auch das Verkehrsaufkommen auf der notorisch überlasteten Waalbrücke entlastet werden, damit diese aus dem Jahr 1936 stammende Brücke in den nächsten Jahren bei fließendem Verkehr saniert werden kann.
Der Bau der Brücke begann mit zweijähriger Verzögerung Anfang 2011. Im April 2013 wurde der am nördlichen Ufer vormontierte Bogenüberbau in seine endgültige Position eingeschwommen, am 24. November 2013 konnte die Brücke für den Verkehr freigegeben werden.

## Beschreibung
Die insgesamt 1195 m lange Brücke besteht aus der 285 m langen Strombrücke mit einem stählernen Bogen über ihrer Mittelachse und den Vorlandbrücken aus einer Reihe von flachen, mit Ziegelsteinen verkleideten Betonbögen.
Die 680 m lange nördliche Vorlandbrücke überquert mit 16 Öffnungen das ehemalige Hochwasserbett, in dem bei der Anlage einer Grünfläche der Spiegelwaal ausgehoben wurde. Die 230 m lange südliche Vorlandbrücke führt mit 5 ½ Bögen über das dortige Geschäfts- und Gewerbegebiet.
Über die 25 m breite Brücke führt die Stadsroute s100 mit zwei Fahrstreifen in jeder Richtung, die durch einen leeren Mittelstreifen getrennt sind, aber keine Pannenstreifen haben. Die Rad- und Fußgängerwege sind durch hohe durchsichtige Wände von der Straße abgeschirmt. Die Vorlandbrücken weisen wellenförmige Verbreiterungen bis zu 30 m auf, um Platz für die Treppen und Rampen zu schaffen, die im Schutz der Betonbogen zum Brückendeck aufsteigen. An der südlichen Vorlandbrücke gibt es außerdem einen Aufzugsturm. Auf den Gehwegen der nördlichen Vorlandbrücke bieten diese Verbreiterungen Platz für Sitzgelegenheiten.
Die Brückendurchfahrtshöhe wird, wie in den Niederlanden üblich, mit 24 m über NAP (Amsterdamer Pegel) angegeben. Der Brückenpegel mit umgekehrter Skala am südlichen Pfeiler weist Durchfahrtshöhen zwischen 16 und 8 m auf.
Die Strombrücke ist eine Netzwerkbogenbrücke, deren Bogen sich an den beiden Enden aufspaltet, so dass er mit der Brückentafel an ihren äußeren Rändern verbunden ist. Der Bogen hat einen Hohlquerschnitt und eine Konstruktionshöhe von 60 m. Die Brückentafel ist ein ebenfalls stählerner Hohlkasten mit einer orthotropen Platte und einer vollkommen glatten, leicht gebogenen Untersicht.
Die Vorlandbrücken sind Betonbogenbrücken mit einer gleichbleibenden Stützweite von 42,5 m, die deshalb alle mit der gleichen Schalung ausgeführt werden konnten. Ihr dünnen Betonschalen lagern auf vorgespannten Querriegeln und je zwei Betonpfeilern, zwischen denen der Blick entlang der Unterseite der Brücke bis zu den Kurven an ihren Enden geht. Die Vorlandbrücken kommen ohne Dehnfugen aus, da die temperaturbedingten horizontalen Längenänderungen auf den Betonschalen in vertikale Bewegungen verwandelt werden. Der Raum über den Betonschalen besteht daher auf Schaum- und Leichtbeton, die Außenseiten sind mit Ziegelsteinen aus örtlichem Lehm verkleidet, einem in Nijmegen häufig anzutreffenden Baustoff.
Die Brücke wurde von einem Konsortium aus BAM Civiel Nederland und Max Bögl Nederland gebaut, wobei Max Bögl für die Stahlbrücke und die BAM für die Betonarbeiten zuständig war. Leonhardt, Andrä und Partner waren als Berater für den Stahlbogen tätig.

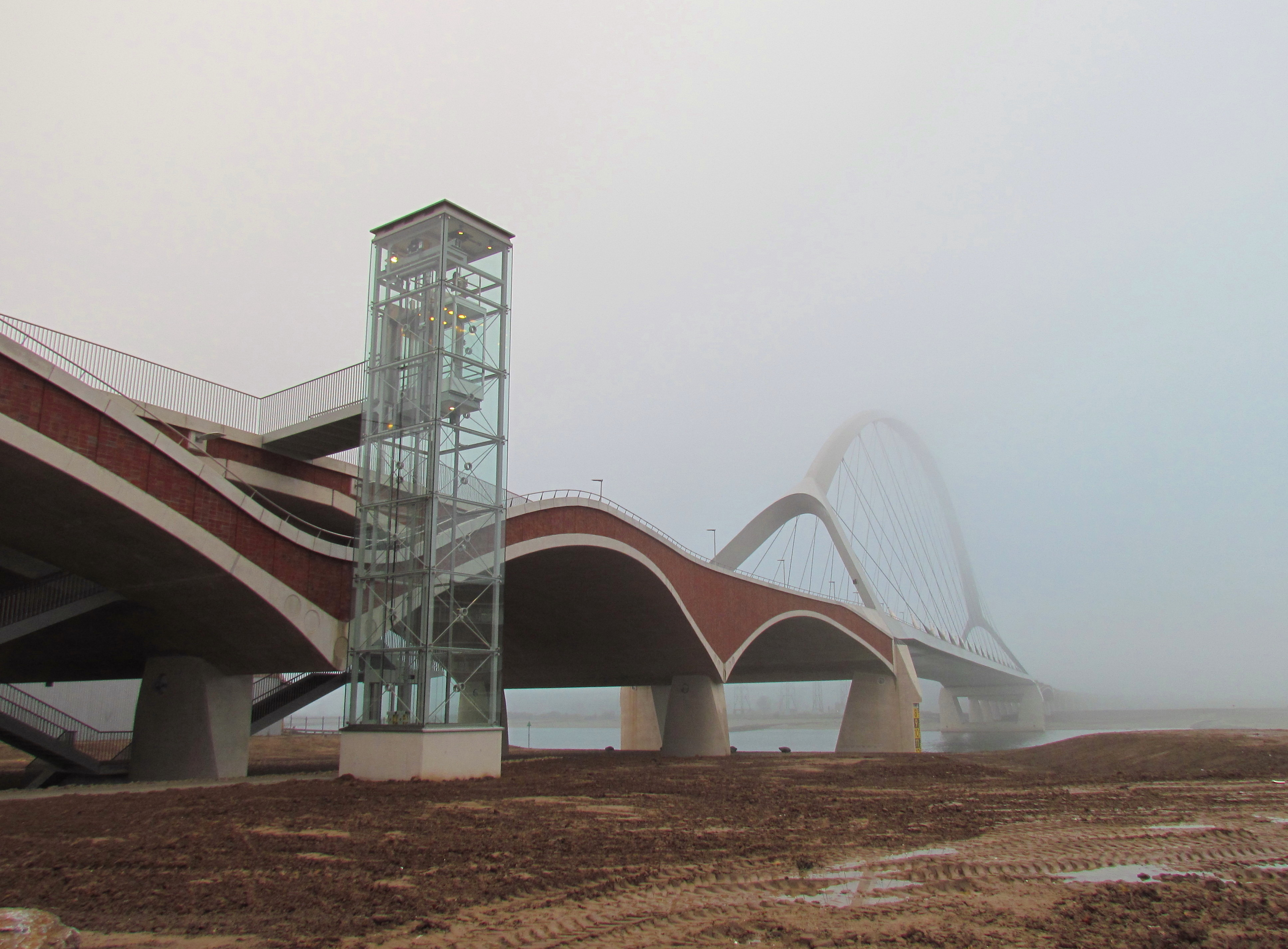
Kurz nach der Eröffnung im Dezember 2013
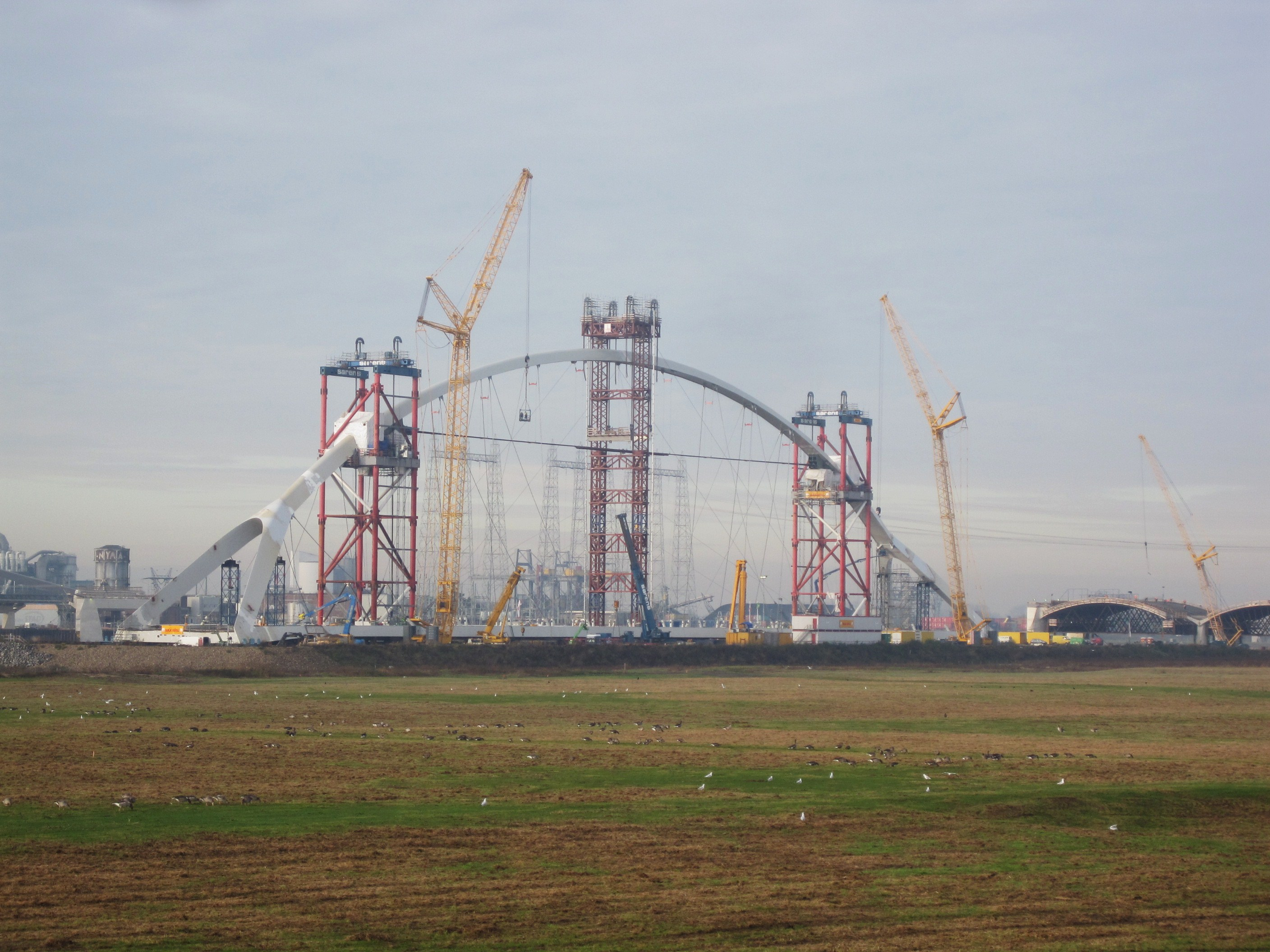
Bau des Brückenbogens am nördlichen Waalufer, November 2012
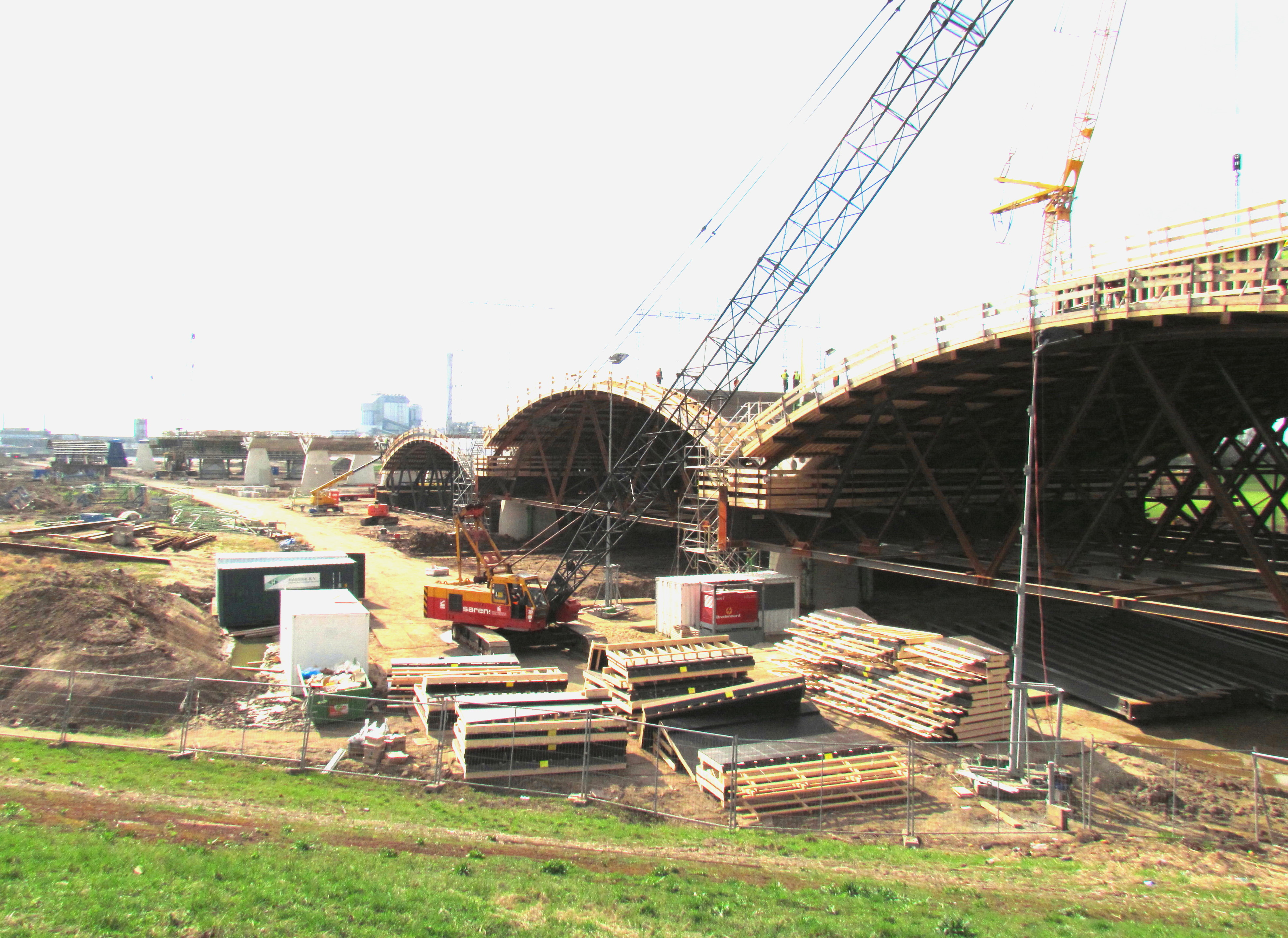
Bau der nördlichen Vorlandbrücke im März 2012
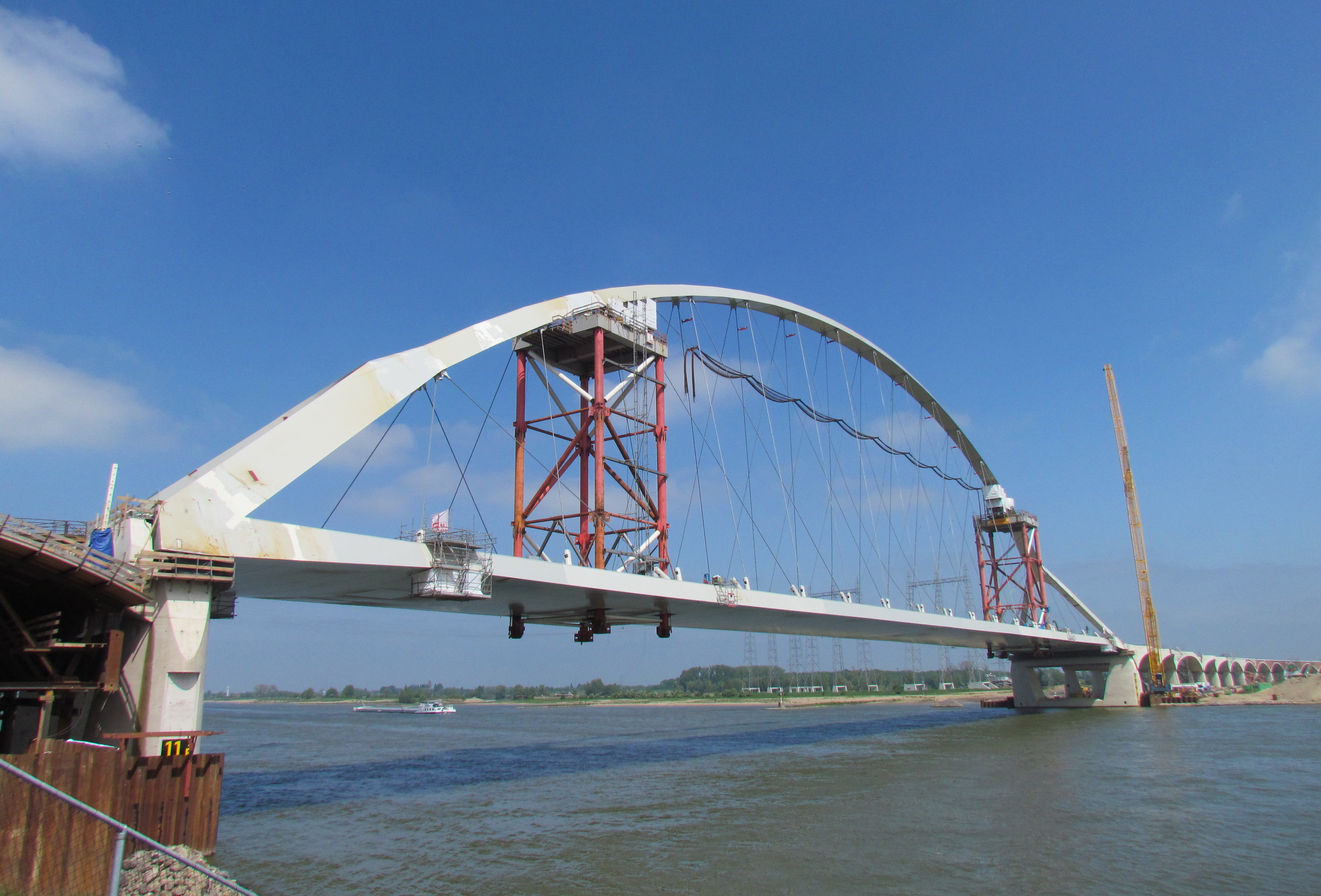
Der Brückenbogen nach dem Einschwimmen im Mai 2013
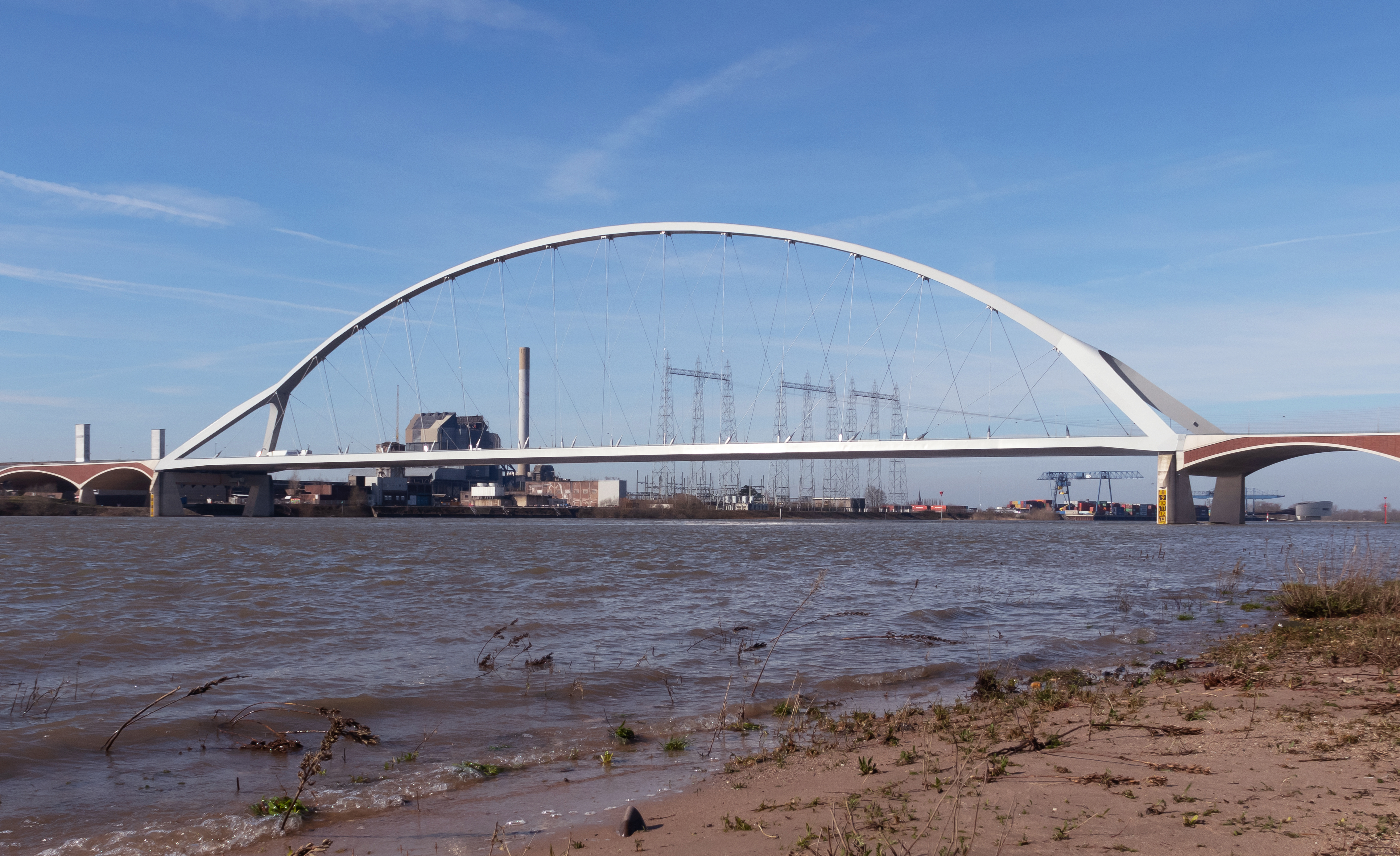
Die Brücke im März 2020